# Montoliu de Lleida
Montoliu de Lleida település Spanyolországban, Lleida tartományban. Montoliu de Lleida Lleida, Sudanell, Sunyer, Alfés és Albatàrrec községekkel határos. Lakosainak száma 475 fő (2024).

## Népesség
A település népessége az utóbbi években az alábbiak szerint változott:
| Lakosok száma | 19   | 405  | 543  | 460  | 442  | 477  | 486  | 515  | 489  | 475  |
|               | 1717 | 1887 | 1936 | 1960 | 1986 | 2004 | 2009 | 2014 | 2019 | 2024 |